# جيمي ماكسويل (موزع)
جيمي ماكسويل (بالإنجليزية: Jimmy Maxwell)‏ هو موزع أمريكي، ولد في 30 أغسطس 1953 في نيو أورلينز في الولايات المتحدة.